# Ť
Cette page contient des caractères spéciaux ou non latins. S’ils s’affichent mal (▯, ?, etc.), consultez la page d’aide Unicode.
Ť (minuscule : ť), appelée T caron ou T hatchek, est une lettre additionnelle latine utilisée dans l’écriture du tchèque, du slovaque, et du laze comme lettre à part entière, et dans l’ISO 9 pour la translittération de la lettre cyrillique ‹ Т̌ т̌ › utilisé en shughni et anciennement en tchouvache. Il s’agit de la lettre T diacritée d’un caron. Cependant en tchèque et en slovaque, avec les lettres minuscules, ce caron (appelé hatchek) est habituellement remplacé par un trait ressemblant à une apostrophe ou un signe prime pour éviter que le diacritique ne soit au-dessus d’une lettre avec une ascendante.

## Utilisation
En tchèque et en slovaque, ‹ ť › représente une consonne occlusive palatale sourde /c/.
Dans ces deux langues, ‹ ť › n’apparaît jamais avant un ‹ e › ou un ‹ i › : au lieu de *ťe et *ťi, on écrit respectivement tě et ti en tchèque et te et ti en slovaque.

À gauche : variante tchèque et slovaque du T caron avec une forme alternative du hatchek sur la minuscule ; à droite : variante laze du T caron avec un caron normal sur la minuscule.

Dans certaines transcriptions phonétiques le t caron a un caron normal sur la minuscule, par exemple ‹ t͏̌ › utilisé au lieu de [c] dans la transcription du mapuche par María Catrileo, ou la transcription du tchèque par Zdena Palková.
En laze, le t caron minuscule a souvent la forme habituelle du caron contrairement au tchèque et slovaque.

## Représentations informatiques
Le T caron peut être représenté avec les caractères Unicode suivants :
- précomposé (latin étendu A) :

| formes    | représentations | chaînes de caractères | points de code | descriptions                    |
| --------- | --------------- | --------------------- | -------------- | ------------------------------- |
| capitale  | Ť               | Ť                     | U+0164         | lettre majuscule latine t caron |
| minuscule | ť               | ť                     | U+0165         | lettre minuscule latine t caron |

- décomposé (latin de base, diacritiques) :

| formes    | représentations | chaînes de caractères | points de code | descriptions                                |
| --------- | --------------- | --------------------- | -------------- | ------------------------------------------- |
| capitale  | Ť               | T◌̌                    | U+0054 U+030C  | lettre majuscule latine t diacritique caron |
| minuscule | ť               | t◌̌                    | U+0074 U+030C  | lettre minuscule latine t diacritique caron |